# カイ圏
カイ圏（カイけん、フランス語：Cercle de Kayes）は、マリ共和国の地方行政区画でカイ州を構成する圏のひとつ。行政の中心地はカイにおかれる。下級単位のコミューンは28団体あり、2009年の統計で人口は513,362人を数える。

## コミューン
カイ圏には以下のコミューンがある。
- ボンガッシ（fr:Bangassi）
- コランビニ（fr:Colimbiné）
- ディアムー（fr:Diamou）
- ジェレブー（fr:Djélébou）
- ファレメ (マリ共和国)（fr:Falémé (Mali)）
- フェギ（fr:Fégui）
- ゴリー・ゴペラ（fr:Gory Gopéla）
- グーメラ（fr:Gouméra）
- ギディマカン・ケリ・カッフォ（fr:Guidimakan Kéri Kaffo）
- アワ・デンバヤ（fr:Hawa Dembaya）
- カラコロ (マリ共和国)（fr:Karakoro (Mali)）
- カイ（Kayes）
- ケメネ・タンボ（fr:Kéméné Tambo）
- クールム（fr:Khouloum）
- コニアカリー（fr:Koniakary）
- クーッサネ（fr:Koussané）
- リベルテ・デンバヤ（fr:Liberté Dembaya）
- ロゴ (マリ共和国)（fr:Logo (Mali)）
- マレナー・ディオブーグー（fr:Maréna Diombougou）
- マラントゥーマニア（fr:Marintoumania）
- サディオラ（fr:Sadiola）
- サエル（fr:Sahel (Mali)）
- サメ・ディオングマ（fr:Samé Diomgoma）
- セガラ (マリ共和国)（fr:Ségala (Mali)）
- セロ・ディアマヌー（fr:Séro Diamanou）
- ソマンキディ（fr:Somankidi）
- ソニー (マリ共和国)（fr:Sony (Mali)）
- タファシルガ（fr:Tafacirga）

## 政治
2009年6月12日、正義と団結のアフリカ・マリ政党民主主義同盟（fr:Alliance pour la démocratie au Mali-Parti africain pour la solidarité et la justice）に所属するモディボ・タンボ博士（Dr. Modibo Timbo）が圏首長に選出される。タンボは選挙の対立候補である共和国民主主義連合（fr:Union pour la république et la démocratie）のモディボ・ソゴレ候補（Modibo Sogoré）に投じられた25票に対して31票を得票し当選している。

## 姉妹都市
- フランス、カラコロ (マリ共和国)とサエルとジェレブー[4]
- レ・モリエール（fr:Les Molières）とリムール（fr:Limours）、フェギ